# Andrew Imbrie
Andrew Welsh Imbrie (Nova York, 6 d'abril, 1921 - Berkeley (California), 5 de desembre, 2007) va ser un compositor i pianista de música clàssica contemporània nord-americà.

## Carrera
Imbrie va començar la seva formació musical com a pianista quan tenia 4 anys. El 1937, va anar a París per estudiar composició breument amb Nadia Boulanger i piano amb Robert Casadesus. Va tornar als Estats Units l'any següent per assistir a la Universitat de Princeton on va estudiar amb Roger Sessions, rebent el seu títol de llicenciatura el 1942. La seva tesi sènior allà, un quartet de corda, va ser gravada pel Juilliard Quartet. Durant la Segona Guerra Mundial va servir a l'exèrcit dels Estats Units com a traductor de japonès. Posteriorment, va anar a la Universitat de Califòrnia, Berkeley, on va obtenir un màster en Música el 1947; allà va continuar estudiant amb Sessions, que havia agafat un lloc a Berkeley.
Imbrie va ensenyar composició, teoria i anàlisi a Berkeley des de 1949 fins a la seva jubilació el 1991. A l'estiu de 1991, va ser compositor resident a Tanglewood a Lenox, Massachusetts.
A més de la seva tasca docent principal a Berkeley, va exercir com a professor visitant a la Universitat de Chicago, la Universitat Brandeis, la Universitat Northwestern, la Universitat de Nova York, la Universitat d'Alabama i la Universitat Harvard, i va tenir una plaça docent habitual al Conservatori de San Francisco (Califòrnia).
Va morir a la seva casa de Berkeley, Califòrnia a l'edat de 86 anys.
Entre els seus alumnes destacats destaquen Larry Austin, Tamar Diesendruck, Richard Festinger, Alden Jenks, Frank La Rocca, Neil Rolnick, Valerie Samson, Allen Shearer, Laura Schwendinger, Nils Frykdahl, Kurt Rohde, Hi Kyung Kim, Leslie Wildman i Carolyn Yarnell.

## Composicions (selecció)
- Three Against Christmas (1960 òpera)
- Angle of Repose (1976 òpera)
- Dandelion Wine (1961 per a conjunt de cambra)
- To a Traveler (1971 per a conjunt de cambra)
- Sextet for Six Friends (2007 per a conjunt de cambra)
- Drumtaps for chorus with orchestra (text per Whitman)
- Prometheus Bound per a cor amb orquestra (text de Green després d'Èsquil)
- Adam per a cor amb orquestra (text de fonts medievals i de la Guerra Civil)
- Requiem (1984, cors amb orquestra)
- Tres simfonies
- Vuit concerts
- Cançons per a veu
- Sonates per a diversos instruments
- Obres de cambra per a conjunts instrumentals diversos
- Obres per a conjunts corals
- Cinc quartets de corda

## Enregistraments
Primers enregistraments de dues composicions del premi Naumburg. Columbia Records, MS 6597

- Concert per a violí

Andreu Imbrie. Nova York: Composers Recordings Inc., 1973. Reeditat, New World Records, 2007.
- Simfonia núm. 3
- Serenata per a flauta, viola i piano
- Sonata per a violoncel i piano

Nova música per a virtuosos. Nova YorkNew World Records, 1977.
- Three Sketches

Andrew Imbrie i Gunther Schuller. Nova YorkNew World Records, 1978.
- String Quartet No. 4

Nova Sèrie de Música Vol. 3. Neuma Records, 1993

- Short Story

Collage Música Nova. BostonGM Recordings, 1989.

- Pilgrimage

Andreu Imbrie. BostonGM Recordings, 1993.

- String Quartets 4 & 5
- Impromptu for Violin and Piano

Música d'Andrew Imbrie. Nova YorkCRI, 1994.

- Symphony No. 3
- Serenade for Flute, Viola and Piano
- Sonata for cello and piano

Dream Sequence - Música de cambra d'Andrew Imbrie. Nova YorkNew World Records, 1995.

- Dream Sequence
- Roethke Songs
- Three Piece Suite
- Campion Songs
- To a Traveler

Andrew Imbrie, Rèquiem. New Rochelle, NYBridge Records, 2000.

- Requiem
- Piano Concerto No. 3

Andreu Imbrie. Albany, NYAlbany Records, 2002.

- Spring Fever
- Chicago Bells
- Songs of Then and Now

Febre de primavera
Chicago Bells
Cançons de Aleshores i Ara